# Clastocnemis mirei
Clastocnemis mirei är en skalbaggsart som beskrevs av Franz Antoine 1998. Clastocnemis mirei ingår i släktet Clastocnemis och familjen Cetoniidae. Inga underarter finns listade i Catalogue of Life.